# Polhemslås

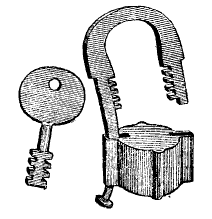
En skiss på ett Polhemslås.

Polhemslåset är ett hänglås konstruerat av Christopher Polhem. Det har i princip samma konstruktion som tillhållarlås med den skillnaden att polhemslåset har horisontella och tillhållarlåset vertikala rörliga skivor. Polhemslåset tillverkades och förekom i handeln ända in på 1950-talet. I USA kallades de för Scandinavian padlocks eller Swedish padlocks. I Polhemslåset sätts nyckeln i underifrån och vid omvridning påverkas skivorna och öppnar låsbygeln. Nyckeln hålls kvar så länge låset är öppet.

## Galleri

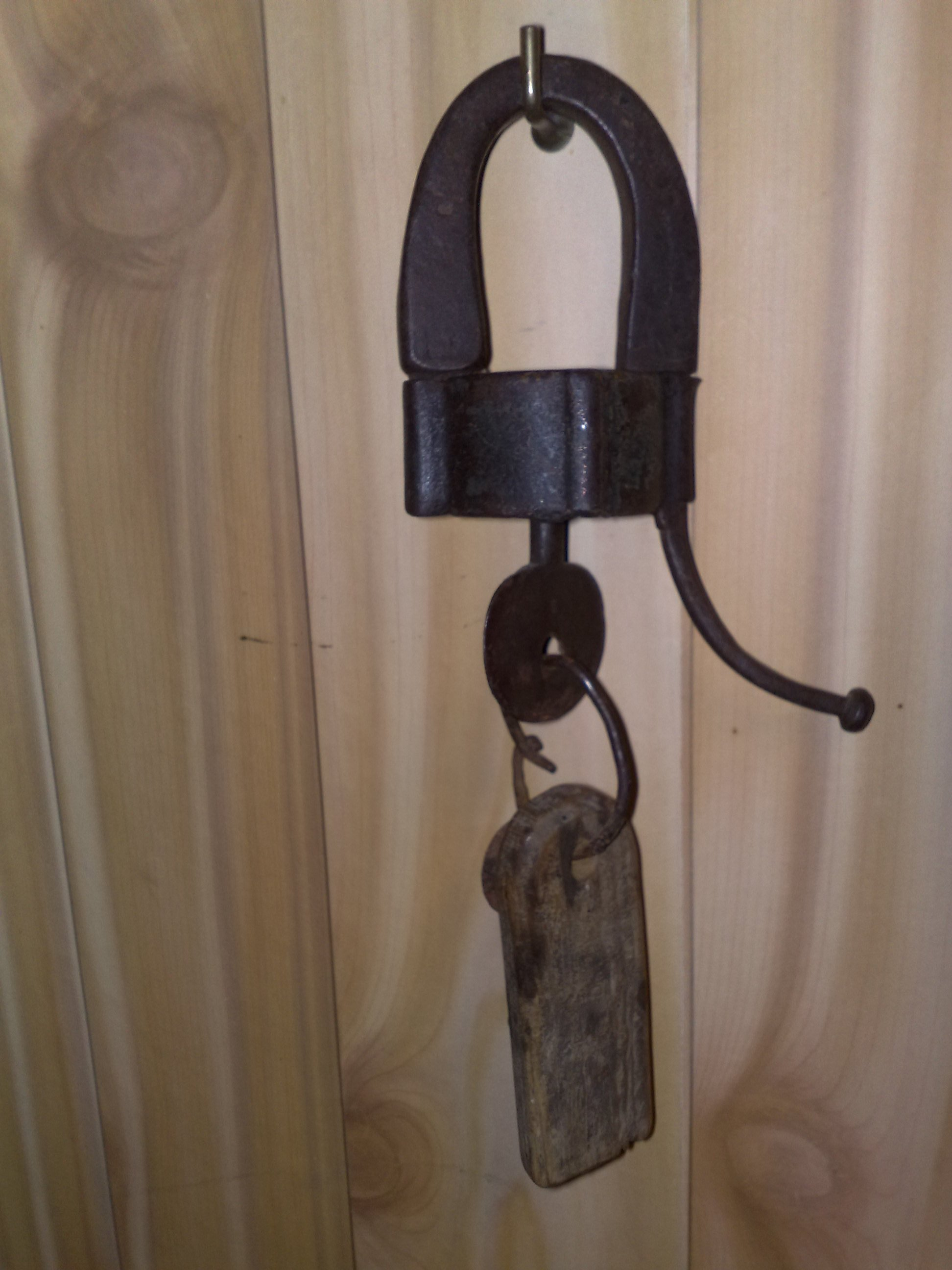
En bild på ett Polhemslås.
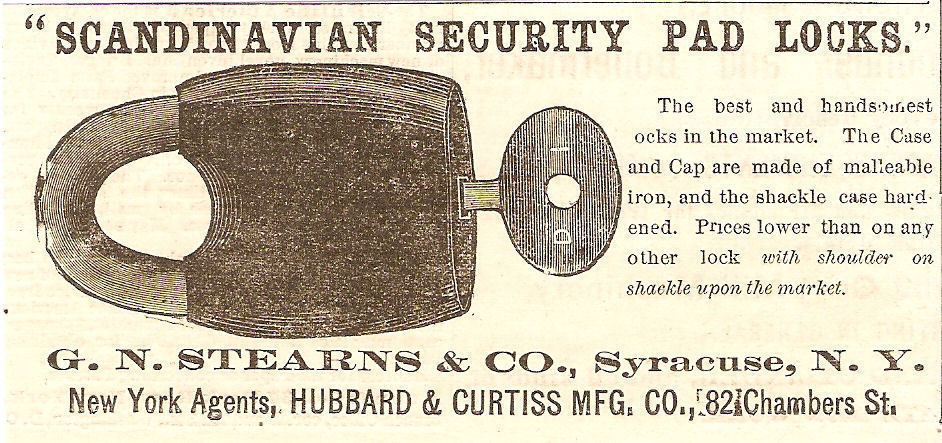
Amerikansk annons från 1874.